# Chavacano
Chavacano, eller chabacano, är ett kreolspråk baserat på spanska som talas på Filippinerna, eller en samlingsbeteckning för samtliga spanskbaserade kreolspråk på Filippinerna. Det talas av drygt 600 000 personer, framför allt på Zamboangahalvön och dess omgivningar. Språket har länge ansetts vara en variant av spanska, men erkänns som eget språk officiellt på Filippinerna idag.

## Varianter
Det finns tre varianter som talas idag. Den största varianten är Zamboangueño, som talas framför allt i Zamboanga City och dess omgivningar. Där bor världens största befolkningsgrupp som talar spanskbaserade kreol. Zamboangueño saknar officiell status, men är de facto dominerande språk i Zamboanga City. Alla lokala radio- och TV-stationer sänder på denna variant av chabacano, med ett fåtal program som undantag.
Mindre grupper talar de två andra varianterna, Ternateño i Ternate och Caviteño i Cavite City. Tidigare talades även en fjärde variant, Ermitaño, i Manila, men den har nu dött ut.

## Historia
Den första spanska bosättningen på Filippinerna skedde 1565. Kolonin utgjorde sedan en del av Nya Spanien, och styrdes sedan från Mexiko. Den spanska som talades utvecklades därför nära den mexikanska.
När språket började utvecklas till ett kreolspråk är inte lika klart, men den dominerande teorin är att ternateño var det första språket att utvecklas lokalt. En grupp talare av ett portugisiskt kreol- eller pidginspråk ska ha invandrat från ön Ternate i Indonesien i början av 1600-talet, vilka har givit staden dess namn. Detta kreolspråk har sedan anpassats till spanskan och påverkats av andra lokala filippinska språk. Caviteño ska vara en senare avkomma från ternateño.
Zamboangueño har utvecklats separat. Ett fort byggdes av spanjorerna i Zamboanga 1635. Språket har troligen uppstått från mitten av 1700-talet, som ett pidginspråk som har använts av arbetare från olika filippinska stammar, mexikanska soldater och förrymda slavar från omgivande muslimska områden. Språket har sedermera tagit upp lån från spanskan och, efter 1898, engelskan.
Till skillnad från i många andra spanska kolonier, blev spanskan aldrig det dominerande språket på Filippinerna. Detta har troligtvis ökat det inflytande som lokala språk har haft i utvecklingen av kreolspåket.

## Struktur
Språket har huvuddelen av sitt ordförråd från spanskan, och huvuddelen av sin grammatik från filippinska språk, framför allt tagalog och cebuano. Personliga pronomen verkar till stor del vara lån från indoportugisiska kreolspråk.
Till skillnad från spanskan saknar substantiv som regel grammatiskt genus. Den spanska maskulina artikeln el används därför för de flesta substantiv, även för ord som uppenbart feminina i spanskan som el mujer (kvinnan). Som obestämd artikel används un.
Verben böjs inte. Det finns endast tre former: imperfekt, presens och futurum. Dessa uttrycks genom att verben föregås av ya, ta och el. 

### Fotnoter
1. 1 2  Antal talare utanför Filippinerna, även i Sabah, är ej medtaget. På Filippinerna fanns det 607 000 talare enligt en folkräkning år 2000, som refereras av engelska och spanska wikipedia. Enligt en folkräkning år 1990 refererad av SIL (ethnologue.com) fanns det 292 000 talare. I folkräkningen 1995 fanns det 424 000 talare enligt Andrew Gonzalez (1998). ”The Language Planning Situation in the Philippines”. Journal of Multilingual and Multicultural Development (Manila: De La Salle University) 19 (5-6):  sid. 489-492. Arkiverad från originalet den 16 juni 2007. https://web.archive.org/web/20070616101625/http://www.multilingual-matters.net/jmmd/019/0487/jmmd0190487.pdf. Läst 12 augusti 2008.
2. ↑  Lipski, John M. (1997) (på engelska) (PDF). Chabacano/Spanish and The Philippine Linguistic Identity. Pennsylvania: The Pennsylvania State University. Arkiverad från originalet den 29 september 2009. https://web.archive.org/web/20090929122618/http://www.personal.psu.edu/faculty/j/m/jml34/chabacano.pdf. Läst 14 augusti 2008
3. ↑  Steinkrüger, Patrick O. (2006) (på engelska) (PDF). The Puzzling Case of Chabacano: Creolization, Substrate, Mixing and Secondary Contact. Berlin: ZAS (Centre for General Linguistics). Arkiverad från originalet den 3 oktober 2008. https://web.archive.org/web/20081003000045/http://www.sil.org/asia/philippines/ical/papers/Steinkrueger-The_Puzzling_Case_of_Chabacano.pdf. Läst 14 augusti 2008